# Olivier Dussopt
Olivier Dussopt (Anonai, Ardecha, 16 d'agost de 1978) és un polític francès que ha estat Ministre delegat al Ministeri d'Economia i finances en els governs dels Primers ministres Édouard Philippe i Jean Castex des de 2019. Va ser membre de l'Assemblea Nacional de 2007 a 2017.

## Carrera
Dussopt va ser membre del Partit Socialista de 2000 a 2017. Va treballar amb l'equip de campanya de Manuel Valls a les primàries del Partit Socialista per les Eleccions presidencials franceses de 2017.
El 27 de novembre de 2017, Dussopt va ser fitxat per President de la República Francesa Emmanuel Macron per Ministre delegat al Ministeri d'economia i finances, sota el lideratge del ministre Gérald Darmanin. Després d'això, va ser expulsat del Partit Socialista. El 24 de desembre de 2017 va dimitir de l'Assemblea Nacional.

### Controvèrsies
El 20 de maig de 2020, el diari d'opinió Mediapart va revelar que l'empresa francesa Saur va regalar unes litografies de Gérard Garouste per un valor de 2.000 € el gener de 2017, només uns quants dies abans havia anunciat un contracte per una turbina hidroelèctrica amb la mateixa empresa en la seva ciutat de Anonai.
Després de les revelacions, inicialment contesta que és "un regal d'un amic", però més tard va reconèixer que era un regal de l'empresa, i va prometre tornar les litografies. A més, l'empleat de Saur que li va donar el regal va declarar que no era amic de Dussopt, sinó que només era un client.